# Суддя
Суддя́ — посадова особа, наділена повноваженнями на здійснення правосуддя, що працює в суді та проводить судові засідання в залі судових засідань, судить людей та висловлює обов'язкову для інших людей думку щодо їх вчинків, згідно із законом.

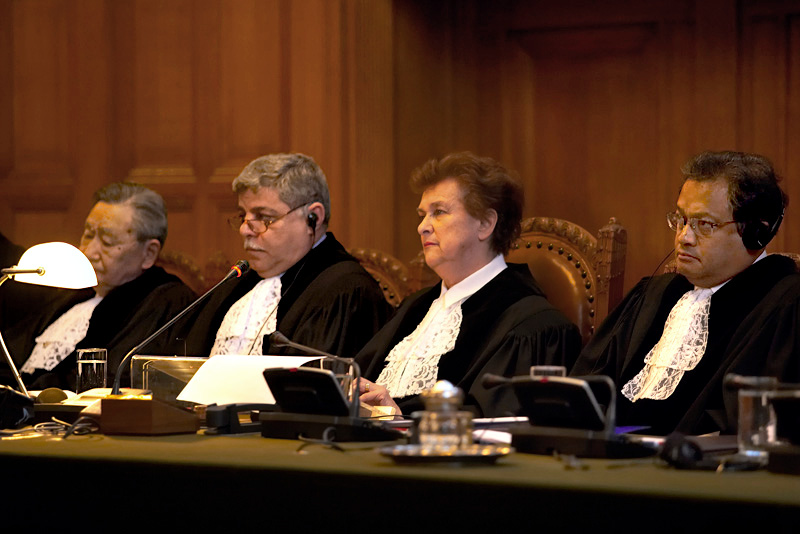
Міжнародний суд в Гаазі

## Статус судді в Україні
Суддею є громадянин України, який відповідно до Конституції України та Закону України «Про судоустрій і статус суддів» призначений чи обраний суддею, займає штатну суддівську посаду в одному з судів України і здійснює правосуддя на професійній основі.
Судді в Україні мають єдиний статус незалежно від місця суду в системі судів загальної юрисдикції чи адміністративної посади, яку суддя обирає в суді.
Незмінюваність: Судді, який обіймає посаду безстроково, гарантується перебування на посаді до досягнення ним шістдесяти п'яти років, за винятком випадків звільнення судді з посади або відставки судді відповідно до закону. Суддю не може бути переведено до іншого суду без його згоди, крім переведення:
1) у разі реорганізації, ліквідації або припинення роботи суду;
2) в порядку дисциплінарного стягнення.
Несумісність: Перебування на посаді судді несумісне із зайняттям посади в будь-якому іншому органі державної влади, органі місцевого самоврядування та з представницьким мандатом. Перебування на посаді судді також несумісне із наявністю заборони такій особі обіймати посади, щодо яких здійснюється очищення влади в порядку, передбаченому Законом України «Про очищення влади».
Суддя не має права поєднувати свою діяльність із підприємницькою або адвокатською діяльністю, будь-якою іншою оплачуваною роботою (крім викладацької, наукової і творчої діяльності), а також входити до складу керівного органу чи наглядової ради підприємства або організації, що має на меті одержання прибутку.
Суддя не може належати до політичної партії чи професійної спілки, виявляти прихильність до них, брати участь у політичних акціях, мітингах, страйках. Перебуваючи на посаді, суддя не може бути кандидатом на виборні посади в органах державної влади (крім судової) та органах місцевого самоврядування, а також брати участь у передвиборчій агітації.
Суддя повинен дотримуватися вимог щодо несумісності, визначених законодавством у сфері запобігання корупції. Не вважається сумісництвом відрядження на роботу до Вищої ради юстиції, Вищої кваліфікаційної комісії суддів України, Національної школи суддів України.
Незалежність: Суддя у своїй діяльності щодо здійснення правосуддя є незалежним від будь-якого незаконного впливу, тиску або втручання. Суддя здійснює правосуддя на основі Конституції і законів України, керуючись при цьому принципом верховенства права. Втручання в діяльність судді щодо здійснення правосуддя забороняється і тягне за собою відповідальність, установлену законом.
Суддя не зобов'язаний давати жодних пояснень щодо суті справ, які перебувають у його провадженні, крім випадків, установлених законом.
Суддя зобов'язаний звернутися з повідомленням про втручання в його діяльність як судді щодо здійснення правосуддя до органів суддівського самоврядування та правоохоронних органів.
Органи державної влади, органи місцевого самоврядування, їх посадові та службові особи, а також фізичні і юридичні особи та їх об'єднання зобов'язані поважати незалежність судді і не посягати на неї.
Недоторканність: Суддя є недоторканним. Затримання судді або обрання стосовно нього запобіжного заходу у вигляді тримання під вартою чи домашнього арешту до ухвалення обвинувального вироку судом не може бути здійснено без згоди Вищої ради правосуддя.
Суддя, затриманий за підозрою у вчиненні діяння, за яке встановлена кримінальна чи адміністративна відповідальність, повинен бути негайно звільнений після з'ясування його особи. Суддя не може бути підданий приводу чи примусово доставлений до будь-якого органу чи установи, крім суду.
Судді може бути повідомлено про підозру у вчиненні кримінального правопорушення лише Генеральним прокурором України або його заступником.

## Федеральний суддя
В деяких державах існує посада Федерального судді. Це суддя, який обирається федеральним урядом федеративної держави.

### Росія
В судовій системі Російської Федерації не визначено поняття «федерального судді», але передбачена посада судді федерального суду. При цьому всі судді в Росії мають єдиний статус (ст. 2 ч. 1 закону «Про статус суддів в РФ»). Станом на 2009 рік в Росії було 23297 федеральних суддів в системі судів загальної юрисдикції. Судді федеральних судів призначаються президентом РФ, а судді Конституційного та Верховного суду — Державною думою Російської Федерації.

## Вимоги до кандидатури на посаду судді
На посаду судді може бути призначений громадянин України, не молодший тридцяти та не старший шістдесяти п'яти років, який має вищу юридичну освіту і стаж професійної діяльності у сфері права щонайменше п'ять років, є компетентним, доброчесним та володіє державною мовою
Не можуть бути рекомендовані на посаду судді громадяни:
1) визнані судом обмежено дієздатними або недієздатними;
2) які мають хронічні психічні чи інші захворювання, що перешкоджають виконанню функцій зі здійснення правосуддя;
3) які мають незняту чи непогашену судимість.
Не може претендувати на посаду судді особа, до якої згідно із законом застосовується заборона обіймати відповідну посаду.
Не може претендувати на посаду судді також особа, яку було раніше звільнено з посади судді за порушення присяги, порушення вимог щодо несумісності або у зв'язку із набранням законної сили обвинувальним вироком, крім випадків визнання в судовому порядку протиправним рішення про звільнення з цих підстав або скасування обвинувального вироку суду.

## Особливості в кримінальному процесі
У кримінальному процесі суддею вважається також присяжний.
Народні засідателі, присяжні під час розгляду і вирішення справ користуються повноваженнями судді.
Згідно зі ст. 58 Закону України «Про судоустрій і статус суддів», народним засідателем є громадянин України, який у випадках, визначених процесуальним законом, та за його згодою вирішує справи у складі суду разом із професійним суддею, забезпечуючи згідно з Конституцією України безпосередню участь народу у здійсненні правосуддя.
Присяжним є громадянин України, якого у випадках, визначених процесуальним законом, залучають до здійснення правосуддя, забезпечуючи згідно з Конституцією України безпосередню участь народу у здійсненні правосуддя.
Новий Кримінальний процесуальний кодекс України ввів посаду слідчого судді. Слідчий суддя — суддя суду першої інстанції, до повноважень якого належить здійснення у порядку, передбаченому цим Кодексом, судового контролю за дотриманням прав, свобод та інтересів осіб у кримінальному провадженні, та у випадку, передбаченому статтею 247 цього Кодексу, — голова чи за його визначенням інший суддя Апеляційного суду Автономної Республіки Крим, апеляційного суду області, міст Києва та Севастополя. Слідчий суддя (слідчі судді) у суді першої інстанції обирається зборами суддів зі складу суддів цього суду.

## Третейський суддя
Третейський суддя — фізична особа, призначена чи обрана сторонами у погодженому сторонами порядку або призначена чи обрана відповідно до Закону України «Про третейські суди» для вирішення суперечок у третейському суді.